# Chiesa di Santa Margherita (Posina)
La chiesa di Santa Margherita è la parrocchiale di Posina, in provincia e diocesi di Vicenza; fa parte del vicariato di Arsiero-Schio.

## Storia
L'originaria cappella di Santa Margherita sorse nel XIII secolo e divenne parrocchiale nel 1403, affrancandosi dalla pieve di San Giorgio di Velo.
La chiesa venne riedificata una prima volta nel 1561 e una seconda a partire dal 1754, per poi essere consacrata nel 1764.
Tra il 1892 e il 1894 l'edificio fu interessato da un intervento di abbellimento condotto su impulso di don Vitella e di don Rezzadore.
Durante la prima guerra mondiale la chiesa subì delle lesioni e venne pertanto ristrutturata tra il 1920 e il 1922; il campanile, disegnato da Ferruccio Chemello, fu eretto nel 1925.
Intorno al 1970 si provvide ad adeguare la parrocchiale alle norme postconciliari mediante l'aggiunta dell'altare rivolto verso l'assemblea; nel 2005 l'edificio fu restaurato.

## Descrizione

### Esterno
La facciata a capanna della chiesa, rivolta a ponente, presenta centralmente il portale d'ingresso, sormontato da un timpano, e un finestrone ed è scandita da quattro lesene ioniche sorreggenti la trabeazione e il frontone dentellato, il quale è sormontato da tre statue. 

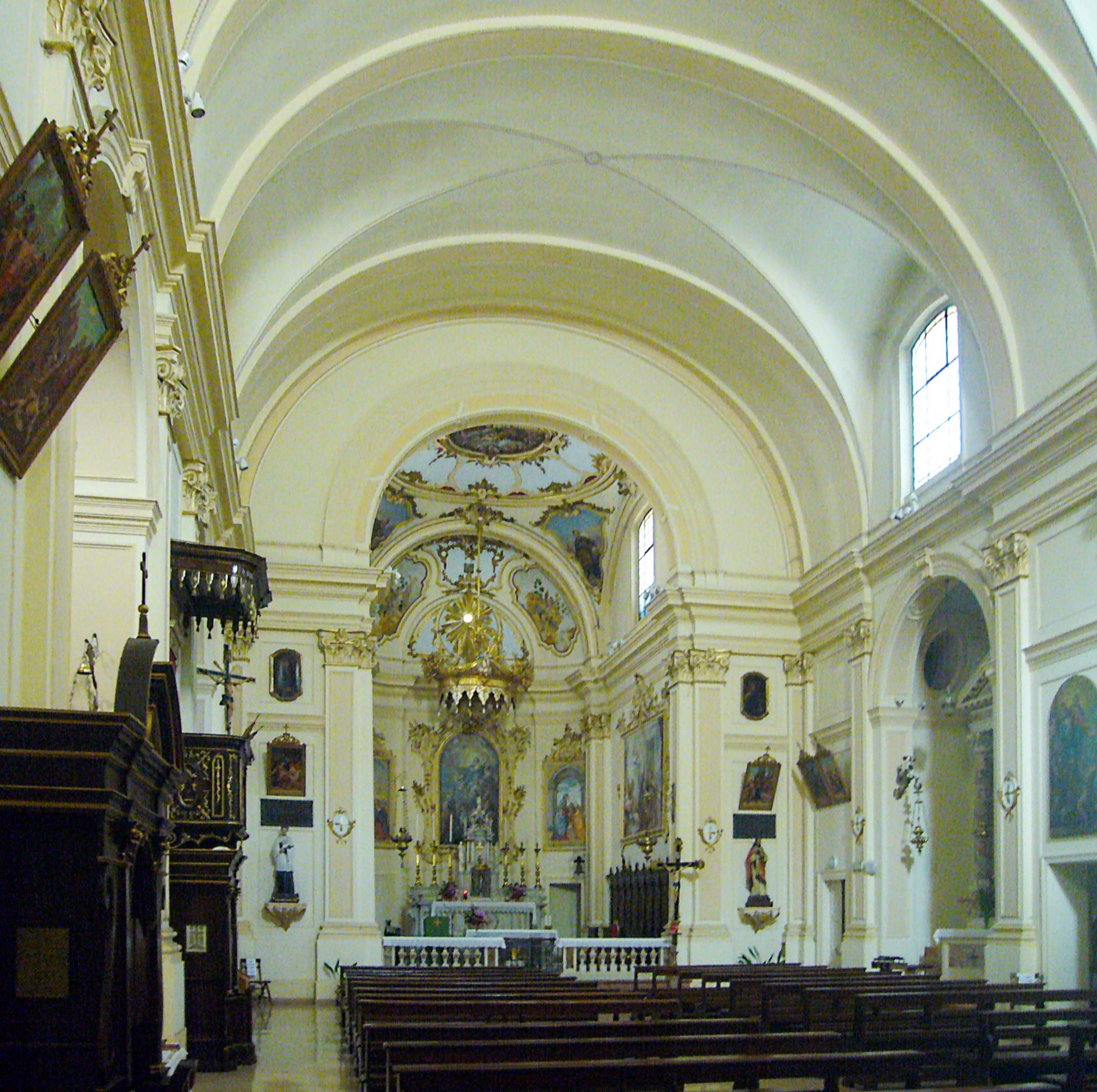
L'interno

A una trentina di metri dalla parrocchiale si erge su un alto basamento a scarpa il campanile a pianta quadrata; la cella presenta su ogni lato una bifora ed è coronata dalla cupola poggiante sul tamburo a base ottagonale.

### Interno
L'interno dell'edificio si compone di un'unica navata, sulla quale si affacciano le cappelle laterali, introdotte da archi a tutto sesto, e le cui pareti sono scandite da lesene sorreggenti la cornice sopra la quale si imposta la volta; al termine dell'aula si sviluppa il presbiterio, ospitate l'altare maggiore, delimitato da balaustre e chiuso dall'abside.